# Вишиваний Шлях
Виши́ваний шлях — туристичний пішохідний та вело-маршрут Україною, що пролягає через 10 областей від Ужгорода до Харкова, соціальний і неприбутковий проект ГО «Виши́ваний Шлях». Мета: розвиток внутрішнього туризму та створенням іміджу України як цікавої, різноманітної, туристично привабливої країни.

## Історія
У 2011 році автор проекту Анатолій Циркун подолав Дорогу Святого Якова в Іспанії. Мандрівник був у дорозі 11 днів і пройшов пішки близько 300 км. Пізніше було вирішено розробити унікальний туристичний шлях Україною.
Травень 2016 — громада зібрала 50 000 грн для створення вебсайту проекту. Там можна побачити весь або частину маршруту «Виши́ваний Шлях» і знайти інформацію про всю необхідну туристичну інфраструктуру.
Червень 2016 — відкриття проекту. Було організовано велопробіг Вишиваним шляхом. Із Ужгорода і Харкова назустріч по маршруту одночасно виїхали дві групи велосипедистів. Протягом 18 днів вони їхали мальовничими місцями України, до них долучалися усі охочі на різних відрізках маршруту. Дві групи зустрілися в Києві.
Липень-жовтень 2016 — тривала пішохідна експедиція #PROSTOBOSO. Двоє мандрівників Юрій Регліс та Іван Онисько пройшли від Ужгорода до Харкова пішки.
5 червня 2017 року стартував тритижневий тур Вишиваним шляхом для чотирьох тревел-блогерів (Сергія Нагорного [Архівовано 20 травня 2017 у Wayback Machine.], Ірини Журавель, Христини Жук та Сергія Чекмарьова [Архівовано 28 березня 2022 у Wayback Machine.]), які щодня ділитимуться своїми пригодами на сайті проекту та сторінках в соцмережах.